# NGC 7825
NGC 7825 је спирална галаксија у сазвежђу Рибе која се налази на NGC листи објеката дубоког неба.
Деклинација објекта је + 5° 12' 11" а ректасцензија 0h 5m 6,7s. Привидна величина (магнитуда) објекта NGC 7825 износи 13,6 а фотографска магнитуда 14,4. NGC 7825 је још познат и под ознакама UGC 37, MCG 1-1-28, CGCG 408-28, PGC 377.